# 教宗西尔维斯特一世
教宗聖思維一世（拉丁語：Sanctus Silvester PP. I；285年—335年12月31日）於314年1月至335年12月31日在位為教宗。
聖西物斯德是羅馬人，是在「米蘭詔書」發表之後，於三一四年繼任聖米濟亞德教宗位的第三十三位教宗。
他登位的時候，距君士坦丁大帝頒召宣布宗教自由僅一年。經過了大約三百年火與血的教難，在他執行宗座聖職廿一年期間，教會方享和平。據傳君士坦丁大帝是由聖西物斯德付的洗禮（但事實上是君士坦丁臥病在床的時候才領了洗，這時候教宗已經去世）。
他登位後，首先編了一部《殉道者傳略》（Martyologium），也是他把「上主，求你垂憐！」（Kyrie eleison）加入彌撒經文的。
他上任數月，即舉行了亞爾斯會議，宣佈了陶納派為異端。十年後，於三二五年六月，教會在土耳其尼西亞召開了教會史上第一次大公會議，宣佈了亞略派邪說為異端。出席會議的220位主教，齊集在高道巴主教和教宗的欽差代表團面前，確定了我們現在的尼西亞信經十二端永垂不朽。
君士坦丁大帝東遷，建立了君士坦丁堡，將他羅馬的拉特朗宮贈給了教宗，從此拉特朗宮就成了羅馬教宗的座堂。聖西物斯德興建了羅馬梵蒂岡聖伯多祿大堂，在珊沙林建造了聖十字架堂，在羅馬城外建造了聖老楞佐堂。
聖西物斯德教宗駕崩於335年，遺體先葬在地窟（Catacombs），後遷入普利西拉公墓的聖堂內。七六一年，教宗保祿一世又遷葬於聖西物斯德大堂內，這座聖堂後來稱為英吉利教堂。
聖西物斯德教宗是天主教會由「地窟時代」轉入「公開傳教時代」以後的第一位教宗。

## 譯名列表
- ：梵蒂冈广播电台[永久] 作西爾維斯特。
- ：來自 香港天主教教區檔案　歷任教宗。
- 一世：來自 大英簡明百科知識庫[永久] 與 大英百科全書線上繁體中文版[永久]。
- 西尔韦斯特一世、西爾維斯特一世：來自《世界人名翻譯大辭典》1993年版。

| 天主教會職銜        | 天主教會職銜               | 天主教會職銜        |
| ------------------- | -------------------------- | ------------------- |
| 前任者： 教宗美基德 | 罗马主教 教宗 314年－335年 | 繼任者： 教宗马尔谷 |